# Irma Lozano
Susana Irma Lozano González (Monterrey, 24 de agosto de 1943-Ciudad de México, 21 de octubre de 2013), más conocida como Irma Lozano, fue una actriz mexicana, hija de Salvador Lozano y Susana González. Tuvo dos hermanos, Cristina y Ramiro.

### Vida familiar
Estuvo casada con el actor José Alonso, con quien tuvo una hija, María Rebeca, también actriz, y con Omar González, con quien tuvo un hijo, Rafael Omar, también actor, famoso por su personaje Jorge del Salto, en la telenovela Carrusel.

### Debut en teatro y televisión
Siendo una adolescente se ganó una beca para estudiar arte dramático en Bellas Artes, en la Ciudad de México. Su debut como actriz fue en el teatro, en 1963, en la obra La luna es azul, junto a Mauricio Garcés. En ese mismo año debuta en la televisión, en la telenovela La culpa de los padres. Luego trabajó en el cine. Incursionó en el doblaje en 1965 hasta 1970, en donde prestó su voz a Jeannie (Barbara Eden) en la serie de televisión Mi bella genio, y a partir de allí se centró en convertirse en actriz de televisión.[cita requerida]

### Muerte
Murió en la Ciudad de México en horas de la madrugada del 21 de octubre del 2013, a los 70 años de edad, a causa del cáncer en las glándulas salivales.

## Filmografía

### Telenovelas
- Un gancho al corazón (2008-2009) .... Teresa García
- Palabra de mujer (2007-2008) .... Carlota Álvarez y Junco
- Destilando amor (2007) .... Constanza Santos de Montalvo
- La verdad oculta (2006) .... Dora Ramírez
- Misión S.O.S Aventura y amor (2004-2005) .... Clemencia Martínez
- La intrusa (2001) .... Laura Rivadeneira
- Carita de ángel (2000-2001) .... Altagracia Lemus Vda. de Rivera
- El niño que vino del mar (1999) .... Pilar Serrano
- Marisol (1996) .... Sofía Garcés del Valle
- Morir dos veces (1996) .... Carmen
- Amor de nadie (1990-1991) .... Betty
- Balada por un amor (1989-1990) .... Leonora Mercader
- Mi segunda madre (1989) .... María
- Rosa salvaje (1987-1988) .... Paulette Montero de Mendizábal
- Pobre juventud (1986-1987) .... Josefina
- Vivir un poco (1985-1986) .... Rosa Merisa Obregón
- El amor ajeno (1983-1984) ... Déborah de la Serna
- Caminemos (1980-1981) .... Evelia
- Honrarás a los tuyos (1979-1980) .... Toña
- Lágrimas negras (1979)
- Mundo de juguete (1974-1977) .... Hermana Rosario
- El honorable señor Valdez (1973-1974) .... Martha
- El carruaje (1972) .... Raquel
- El amor tiene cara de mujer (1971-1973) .... Matilde Suárez
- La gata (1970-1971) .... Vickie Suárez
- Yesenia (1970-1971) .... Luisa "Luisita"
- Un color para tu piel (1969) .... Virginia
- La familia (1969) .... Diana
- Juventud divino tesoro (1968) .... Titina
- Rubí (1968) .... Maribel
- Felipa Sánchez, la soldadera (1968) .... Lolita
- Angustia del pasado (1967) .... Antonia
- Anita de Montemar (1967) .... Alicia Miranda de Montemar
- El juicio de nuestros hijos (1967)
- El derecho de nacer (1966-1967) .... Anita
- El medio pelo (1966-1967) .... Aurorita Pérez García
- Los medio hogares (1966) .... Marisa
- María Isabel (1966) .... Rosa Isela/Graciela
- Las abuelas (1965)
- El dolor de vivir (1964) .... Bertha
- Historia de un cobarde (1964) .... Esther
- Madres egoístas (1963)
- La culpa de los padres (1963)

### Cine
- Federal de narcóticos (División Cobra) (1991)
- ¡El que no corre... vuela! (1981)
- El robo imposible (1981)
- Benjamín Argumedo el rebelde (1979)
- El secuestro de los cien millones (1979)
- La niña de la mochila azul (1979) .... Profesora
- El hombre desnudo (1973) (estreno 1976)
- Sangre derramada (1973) (estreno 1975)... Diana
- La derrota (1973)
- Lo que más queremos (1972)
- Los perturbados (1972)
- El medio pelo (1972) .... Aurorita Pérez García
- Yesenia (1971) .... Luisa "Luisita"
- Tápame contigo (1970)
- Cruz de amor (1970)... Marisol
- La rebelión de las hijas (1970)
- Rosas blancas para mi hermana negra (1970)... Alicia
- Confesiones de una adolescente (1969)... Beatriz
- La rebelión de las hijas (1969)
- Tápame contigo (1969)
- Modisto de señoras (1969)... Sra. Mendoza Robles
- Todo por nada (1969)... Graciela
- Las Posadas (1968)
- El día de la boda (1968)... Martha
- Los amores de Juan Charrasqueado (1968)... Juanito (voz)
- Agente 00 Sexy (1968)... Gloria
- María Isabel (1968) .... Graciela Pereira
- Don Juan 67 (1967)... Delia
- Adiós cuñado! (1967)
- El derecho de nacer (1966)... Anita
- Gigantes planetarios (1965)

### Directora de escena en TV
- Monte calvario 1986 - Directora de escena adjunta
- Mi segunda madre 1989 - Directora de diálogos

### Series de televisión
- Como dice el dicho ... (2011)
- Mujeres asesinas 3 - Maggie, Pensionada (2010) - Mercedes
- La rosa de Guadalupe .... Carito (2008)
- Mujer, casos de la vida real ... (1998-2005) varios episodios
- Corazón robado - Evangelina
- Los jovenazos .... (1971)

### Obras de teatro
- La luna es azul
- Los signos del zodíaco
- Tres auténticos angelitos
- El casado casa quiere
- Tú y yo igual amor
- Los árboles mueren de pie
- Así hablaba Zaratustra
- Las brujas de Salem
- Susana quiere ser decente
- Que bonita familia
- El baile
- A media luz... los tres
- El cumpleaños de la tortuga
- El Evangelio
- Vanidades
- Jardín de invierno
- Atlántida
- Yo me bajo en la próxima ¿y usted?
- El brillo de la ausencia
- Tía Mame
- Rojo amanecer
- Él y sus mujeres
- Silvia
- La lección de la sábila
- Contigo es diferente
- Equus
- El hombre, la bestia y la virtud
- Desatinos
- Los héroes del día siguiente
- Cárcel de mujeres
- Panorama desde el puente
- Celos con celos se curan
- La suerte de la consorte
- Mujeres frente al espejo
- Descalzos por el parque
- Monólogos de la vagina
- Adorables enemigas
- Luminaria

### Doblaje
- Mi bella genio .... Jeannie (voz) (1965-1970)

## Premios y nominaciones

### Premios TVyNovelas
| Año  | Categoría            | Telenovela    | Resultado |
| ---- | -------------------- | ------------- | --------- |
| 1986 | Mejor primera actriz | Vivir un poco | Nominada  |
| 1984 | Mejor actriz         | Amor ajeno    | Nominada  |